# Prosena secedens
Prosena secedens là một loài ruồi trong họ Tachinidae.